# Lista de estados e territórios da união da Índia por população
A  Índia é uma união de 29 estados e 7 territórios da união. em 2011, com uma população estimada de  1 bilhão de pessoas, é o segundo país mais populoso do mundo depois da República Popular da China. Ocupa 2.4 por cento da superfície terrestre do mundo e é habitado por 17.5 por cento da população do mundo. Depois das planícies do Ganges, as regiões costeiras do leste e oeste do planalto de Deccan são as regiões mais densamente povoadas da Índia. O Deserto do Thar no Rajasthan ocidental é um dos desertos mais densamente povoados do mundo. Os estados do norte e nordeste ao longo do Himalaia contêm desertos áridos e frios com vales férteis. Esses estados têm menor densidade populacional devido a barreiras físicas indomáveis.

## Censo da Índia

Mapa da Índia, densidade populacional.

A primeira população do censo na Índia Britânica foi realizado em 1872. Desde a independência da Índia em 1947, um censo foi realizado a cada 10 anos, o primeiro ocorrendo em 1951. O censo, na Índia, é realizado pelo Escritório do Registrador Geral e Comissário de Censo da Índia sob o Ministério de Assuntos internos (Índia), e é uma das maiores tarefas administrativas realizadas pelo governo federal.
Os mais recentes números da população com base nos dados do censo da Índia de 2011. Durante a década de 2001–2011,  a taxa anual de crescimento da população da Índia desacelerou de 2,15% para 1,76%. Com base em dados do censo decenal, Dadra e Nagar Haveli tem a maior taxa de crescimento de 55,5  % , seguido por Damão e Diu (de 53,5 %), Megalaia (27.8  % ) e Arunachal Pradexe (n tamanho de 1000–1999 e 128,000 aldeias têm o tamanho da população de 200–499. Há 3,961 aldeias que têm uma população de 10.000 pessoas ou mais. 27,8  % da população urbana da Índia, vive em mais de 5.100 cidades e mais de 380 aglomerações urbanas. Na década de 1991–2001, a migração para as principais cidades causou o rápido aumento da população urbana. Com base nos migrantes líquidos por última residência durante a última década, Maarastra teve mais imigração, com 2,3 milhões, seguido pelo Território Nacional da Capital de Déli (1,7 milhões), Guzerate (0,68 milhões) e Hariana (0.67 milhões). Utar Pradexe (−2.6 milhões) e Biar (−1.7 milhões) liderou a lista para a  emigração interestadual
 Os cinco estados de Utar Pradexe, Maarastra, Biar, Bengala Ocidental e Mádia Pradexe são responsáveis  por quase a metade dos (47.90%) do total da população indiana.  
Enquanto a média nacional para a proporção de sexos mostra um aumento de 933 em 2001 para 940 em 2011, o censo de 2011 mostra um declínio acentuado na proporção de sexo infantil, o número de fêmeas por mil homens em uma população entre o grupo etário 0-6 Anos. Estados como Punjabe, Hariana, Himachal Pradexe, Guzerate, Tamil Nadu, Mizoram e Andamão e Nicobar registraram um aumento na proporção de sexo de criança. A razão de sexo infantil nacional diminuiu de 927 em 2001 para 914 em 2011. O censo de Telangana foi separado dos números do censo do estado de Andra Pradexe, depois de Telangana ter formalmente nascido em 2 de junho de 2014.

## Estados e territórios da união (pela população)
A área geográfica total da Índia é de 3 287 240 quilômetro quadrados (1 300 000 sq mi) α. A densidade populacional é arredondada para o número inteiro mais próximo.
De acordo com os dados do censo provisório de 2011, a população total da Índia é: 1,210,193,422.
| Rank  | Estado ou território da união | População (Censo de 2011) (% da população da Índia) | Crescimento decenal (2001–2011) | Pop rural. (%)       | Pop urbana. (%)      | Área                        | Densidade                  | Razão sexual |
| ----- | ----------------------------- | --------------------------------------------------- | ------------------------------- | -------------------- | -------------------- | --------------------------- | -------------------------- | ------------ |
| 01    | Utar Pradexe                  | 199 281 477 (16.49%)                                | 20.1%                           | 155 111 022 (77.72%) | 44 470 455 (22.28%)  | 240,928 km2 (93,023 sq mi)  | 828 /km2 (2 100 /sq mi)    | 908          |
| 02    | Maarastra                     | 112 372 972 (9.28%)                                 | 16.0%                           | 61 545 441 (54.77%)  | 50 827 531 (45.23%)  | 307,713 km2 (118,809 sq mi) | 365 /km2 (950 /sq mi)      | 946          |
| 03    | Biar                          | 103 804 637 (8.58%)                                 | 25.1%                           | 92 075 028 (88.70%)  | 11 729 609 (11.30%)  | 94,163 km2 (36,357 sq mi)   | 1 102 /km2 (2 900 /sq mi)  | 916          |
| 04    | Bengala Ocidental             | 91 347 736 (7.55%)                                  | 13.9%                           | 62 213 676 (68.11%)  | 29 134 060 (31.89%)  | 88,752 km2 (34,267 sq mi)   | 1 029 /km2 (2 700 /sq mi)  | 947          |
| 05    | Mádia Pradexe                 | 72 597 565 (6.00%)                                  | 20.3%                           | 52 537 899 (72.37%)  | 20 059 666 (27.63%)  | 308,245 km2 (119,014 sq mi) | 236 /km2 (610 /sq mi)      | 930          |
| 06    | Tamil Nadu                    | 72 138 958 (5.96%)                                  | 15.6%                           | 37 189 229 (51.55%)  | 34 949 729 (48.45%)  | 130,058 km2 (50,216 sq mi)  | 555 /km2 (1 400 /sq mi)    | 995          |
| 07    | Rajastão                      | 68 621 012 (5.67%)                                  | 21.4%                           | 51 540 236 (75.11%)  | 17 080 776 (24.89%)  | 342,239 km2 (132,139 sq mi) | 201 /km2 (520 /sq mi)      | 926          |
| 08    | Carnataca                     | 61 130 704 (5.05%)                                  | 15.7%                           | 37 552 529 (61.43%)  | 23 578 175 (38.57%)  | 191,791 km2 (74,051 sq mi)  | 319 /km2 (830 /sq mi)      | 968          |
| 09    | Guzerate                      | 60 383 628 (5.00%)                                  | 19.2%                           | 34 670 817 (57.42%)  | 25 712 811 (42.58%)  | 196,024 km2 (75,685 sq mi)  | 308 /km2 (800 /sq mi)      | 918          |
| 10    | Andra Pradexe                 | 49,386,799 (4.08%)                                  | 11.1%                           | 42 509 881 (50.20%)  | 42 155 652 (49.80%)  | 160,205 km2 (61,855 sq mi)  | 308 /km2 (800 /sq mi)      | 993          |
| 11    | Orissa                        | 41 947 358 (3.47%)                                  | 14.0%                           | 34 951 234 (83.32%)  | 6 996 124 (16.68%)   | 155,707 km2 (60,119 sq mi)  | 269 /km2 (700 /sq mi)      | 978          |
| 12    | Telangana                     | 35 286 757 (2.97%)                                  | 17.87%                          | 21 585 313 (61.33%)  | 13 608 665 (38.66%)  | 114,840 km2 (44,340 sq mi)  | 307 /km2 (800 /sq mi)      | 988          |
| 13    | Querala                       | 33 387 677 (2.76%)                                  | 4.9%                            | 17 445 506 (52.28%)  | 15 932 171 (47.72%)  | 38,863 km2 (15,005 sq mi)   | 859 /km2 (2 200 /sq mi)    | 1,084        |
| 14    | Jarcande                      | 32 966 238 (2.72%)                                  | 22.3%                           | 25 036 946 (75.95%)  | 7 929 292 (24.05%)   | 79,714 km2 (30,778 sq mi)   | 414 /km2 (1 100 /sq mi)    | 947          |
| 15    | Assam                         | 31 169 272 (2.58%)                                  | 16.9%                           | 26 780 526 (85.92%)  | 4 388 756 (14.08%)   | 78,438 km2 (30,285 sq mi)   | 397 /km2 (1 000 /sq mi)    | 954          |
| 16    | Punjabe                       | 27 704 236 (2.30%)                                  | 13.7%                           | 17 316 800 (62.51%)  | 10 387 436 (37.49%)  | 50,362 km2 (19,445 sq mi)   | 550 /km2 (1 400 /sq mi)    | 893          |
| 17    | Chatisgar                     | 25 540 196 (2.11%)                                  | 22.6%                           | 19 603 658 (76.76%)  | 5 936 538 (23.24%)   | 135,191 km2 (52,198 sq mi)  | 189 /km2 (490 /sq mi)      | 991          |
| 18    | Hariana                       | 25 353 081 (2.09%)                                  | 19.9%                           | 16 531 493 (75.75%)  | 8 821 588 (24.25%)   | 44,212 km2 (17,070 sq mi)   | 573 /km2 (1 500 /sq mi)    | 877          |
| 19    | Jamu e Caxemira               | 12 548 926 (1.04%)                                  | 23.7%                           | 9 134 820 (72.79%)   | 3 414 106 (27.21%)   | 222,236 km2 (85,806 sq mi)  | 124 /km2 (320 /sq mi)      | 883          |
| 20    | Utaracande                    | 10 116 752 (0.84%)                                  | 19.2%                           | 7 025 583 (69.45%)   | 3 091 169 (30.55%)   | 53,483 km2 (20,650 sq mi)   | 189 /km2 (490 /sq mi)      | 963          |
| 21    | Himachal Pradexe              | 6 864 602 (0.57%)                                   | 12.8%                           | 6 167 805 (89.96%)   | 688 704 (10.04%)     | 55,673 km2 (21,495 sq mi)   | 123 /km2 (320 /sq mi)      | 974          |
| 22    | Tripura                       | 3 671 032 (0.30%)                                   | 14.7%                           | 2 710 051 (73.82%)   | 960 981 (26.18%)     | 10,486 km2 (4,049 sq mi)    | 350 /km2 (910 /sq mi)      | 961          |
| 23    | Megalaia                      | 2 964 007 (0.24%)                                   | 27.8%                           | 2 368 971 (79.92%)   | 595 036 (20.08%)     | 22,429 km2 (8,660 sq mi)    | 132 /km2 (340 /sq mi)      | 986          |
| 24    | Manipurβ                      | 2 721 756 (0.22%)                                   | 18.7%                           | 1 899 624 (79.79%)   | 822 132 (20.21%)     | 22,327 km2 (8,621 sq mi)    | 122 /km2 (320 /sq mi)      | 987          |
| 25    | Nagaland                      | 1 980 602 (0.16%)                                   | -0.5%                           | 1 406 861 (71.03%)   | 573 741 (28.97%)     | 16,579 km2 (6,401 sq mi)    | 119 /km2 (310 /sq mi)      | 931          |
| 26    | Goa                           | 1 457 723 (0.12%)                                   | 8.2%                            | 551 414 (37.83%)     | 906 309 (62.17%)     | 3,702 km2 (1,429 sq mi)     | 394 /km2 (1 000 /sq mi)    | 968          |
| 27    | Arunachal Pradexe             | 1 382 611 (0.11%)                                   | 25.9%                           | 1 069 165 (77.33%)   | 313 446 (22.67%)     | 83,743 km2 (32,333 sq mi)   | 17 /km2 (44 /sq mi)        | 920          |
| 28    | Mizoram                       | 1 091 014 (0.09%)                                   | 22.8%                           | 529 037 (48.49%)     | 561 997 (51.51%)     | 21,081 km2 (8,139 sq mi)    | 52 /km2 (130 /sq mi)       | 975          |
| 29    | Siquim                        | 607 688 (0.05%)                                     | 12.4%                           | 455 962 (75.03%)     | 151 726 (24.97%)     | 7,096 km2 (2,740 sq mi)     | 86 /km2 (220 /sq mi)       | 889          |
| NCT   | Déli                          | 16 753 235 (1.38%)                                  | 21%                             | 419 319 (02.50%)     | 16 333 916 (97.50%)  | 1,484 km2 (0,573 sq mi)     | 11,297 /km2 (29,26 /sq mi) | 866          |
| UT1   | Puducherry                    | 1 244 464 (0.10%)                                   | 27.7%                           | 394 341 (31.69%)     | 850 123 (68.31%)     | 479 km2 (180 sq mi)         | 2,598 /km2 (6,73 /sq mi)   | 1,038        |
| UT2   | Chandigar                     | 1 054 686 (0.09%)                                   | 17.1%                           | 29 004 (02.75%)      | 1 025 682 (97.25%)   | 114 km2 (44 sq mi)          | 9,252 /km2 (23,96 /sq mi)  | 818          |
| UT3   | Andamão e Nicobar             | 379 944 (0.03%)                                     | 6.7%                            | 244 411 (64.33%)     | 135 533 (35.67%)     | 8,249 km2 (3,185 sq mi)     | 46 /km2 (120 /sq mi)       | 878          |
| UT4   | Dadra e Nagar Haveli          | 342 853 (0.03%)                                     | 55.5%                           | 183 024 (53.38%)     | 159 829 (46.62%)     | 491 km2 (190 sq mi)         | 698 /km2 (1 800 /sq mi)    | 775          |
| UT5   | Damão e Diu                   | 242 911 (0.02%)                                     | 53.5%                           | 60 331 (24.84%)      | 182 580 (75.16%)     | 112 km2 (43 sq mi)          | 2,169 /km2 (5,62 /sq mi)   | 618          |
| UT6   | Laquedivas                    | 64 429 (0.01%)                                      | 6.2%                            | 14 121 (21.92%)      | 50 308 (78.08%)      | 32 km2 (12 sq mi)           | 2,013 /km2 (5,21 /sq mi)   | 946          |
| Total | Índia                         | 1,210,193,422 (100%)                                | 17.64%                          | 833,087,662 (68.84%) | 377,105,760 (31.16%) | 3,287,240 km2 (1,27 sq mi)  | 382 /km2 (990 /sq mi)      | 943          |